# Pierre Leonardi
Pierre Leonardi (Vérone, 17 juillet 1769 - Vérone, 9 avril 1844) est un prêtre vénitien fondateur des filles de Jésus de Vérone et reconnu vénérable par l'Église catholique.

## Biographie
Pierre Leonardi naît à Vérone le 17 juillet 1769. Élevé dans un environnement confortable, il reçoit sa première instruction dans sa famille puis fréquente l'école du séminaire comme externe. En mai 1782, à l'âge de treize ans, Pierre est frappé par la rencontre avec Pie VI, de passage à Vérone, ce qui le questionne sur la vocation sacerdotale. Il rencontre la nette opposition de son père mais Pierre parvient à vaincre la résistance paternelle et entre au séminaire à l'âge de 20 ans. Tout en poursuivant ses études de théologie, il utilise son temps libre pour vivre parmi les jeunes marginalisés et les enfants pauvres qui vivent dans la rue. Il est ordonné prêtre le 5 avril 1794.
Frappé par l'état d'abandon de tant de pauvres à l'hôpital de la ville, il implique les meilleures énergies du clergé et des laïcs de Vérone, comme Charles Steeb, Gaspard Bertoni, Madeleine de Canossa, et fonde une confrérie de prêtres et de laïcs pour la prise en charge des malades qui est approuvée par le gouvernement en 1797. En 1799, il ouvre une école professionnelle pour les orphelins et les personnes abandonnées, favorisant leur insertion dans la société. Fin 1804, il est à Paris lors du sacre de Napoléon Ier, pour pouvoir rencontrer le pape Pie VII, à qui il expose ses projets. Il étudie également l'œuvre de saint Vincent de Paul et peut suivre des cours sur la guérison des malentendants. De retour à Vérone, il ouvre une école pour sourds-muets ; œuvre qui continue et s'améliore avec Don Antonio Provolo.
Malgré son généreux dévouement envers les blessés des guerres napoléoniennes, il est emprisonné sans motif et sans procès, à deux reprises. Un mois en 1809 pour avoir sauvé l'église de Santa Maria della Scala (it) ; et deux ans en 1810 à la suite de la conversion d'un anticlérical et la fermeture de quatre clubs jacobins à Venise, où Don Leonardi avait prêché. Libéré en 1812, il fonde les filles de Jésus pour l'éducation scolaire et pour la formation des filles pauvres et abandonnées. Il meurt dans la maison-mère des sœurs de Vérone le 9 avril 1844 et reconnu vénérable le 3 mars 1990 par le pape Jean-Paul II.